# Ortabağ, Kaş
Ortabağ là một xã thuộc huyện Kaş, tỉnh Antalya, Thổ Nhĩ Kỳ. Dân số thời điểm năm 2011 là 241 người.